# Ричард Вормсер
Ричард Вормсер (англ. Richard Wormser) — американський письменник детективного жанру, вестернів, сценарист. Використовував псевдонім Ед Френд. За приблизними оцінками, написав 300 оповідань, 200 повістей, 12 книг, багато сценаріїв, оповідок, перетворених на сценарії, і кулінарну книгу «Південно-західна кулінарія або вдома на полігоні» (англ. Southwest Cookery or At Home on the Range).
Він створив серії з головними персонажами: Ендрю «Енді» Бастіаном, лейтенантом поліції в Наранджо-Віста, Каліфорнія і Джосліном «Джо» Діксоном, сержантом-детективом у Мангеттені, Нью-Йорк.

## Біографія
Народився у Нью-Йорку 27 березня 1948 року в сім'ї Лайла та Евелін (Рассел) Вормсер. 
Після закінчення Прінстонського університету став плідним письменником,  під своїм ім'ям і псевдонімом Конрад Герсон, написав сімнадцять романів про Ніка Картера (Nick Carter) для видавництва Street & Smith.
Першим детективним романом Вормсера був «Людина з восковим обличчям» у 1934 році; першим вестерном був «Самотній квартал» у 1951 році.
Ричард одружився з Барбарою Едвардс у 1970 році. У них було 3 дітей. Разом із дружиною вони володіли багатьма успішними ресторанами в різних містах США. Подорожі були пристрастю Річарда та Синтії. Річард нагадував своїй родині та друзям, що він брав участь у пригодах, а не у відпустці. Ричард був «виконавцем». Він міг побудувати, полагодити та відремонтувати майже все, і часто мав теорію, як вирішити майже будь-яку проблему. Він був відомий тим, що був добрим, щедрим і справедливим… але здебільшого трохи зловмисним. Він завжди був готовий простягнути плече, особливо своїй родині та дітям.
Вормсер був пристрасним автолюбителем, тому його смерть відзначили автошоу навесні 2021 року.

## Твори

### Романи Джоселіна "Джо" Діксона
- The Man with the Wax Face (Людина з восковим обличчям) (1934)
- The Communist's Corpse (Труп комуніста) (1935)

### Як Ніколас Картер
- Murder Unlimited (Безмежне вбивство) (1946)
- Death Has Green Eyes (Смерть має зелені очі) (1946)
- Empire of Crime (Імперія злочину) (1946)
- Park Avenue Murder (Вбивство на Парк-авеню) (1946)

### Серія Енді Бастіана
- Drive East on 66 (Їдьте на схід по 66-й) (1961)
- A Nice Girl Like You (Мила дівчина, як ти) (1963)

### Як Ед Френд
- The Infernal Light (Пекельне світло) (1966)
- The Corpse in the Castle (Труп у замку) (1970)

### Інші романи
- The Hanging Heiress (Повішена спадкоємиця) (1949)
- The Body Looks Familiar (Тіло виглядає знайомим) (1958)
- The Late Mrs. Five (Покійна місіс "П'ять") (1960)
- Perfect Pigeon (Ідеальний голуб) (1962)
- Torn Curtain (Порвана завіса) (1966)
- The Takeover (Поглинання) (1971)
- The Invader (Загарбник) (1972) (отримав премію Едгара По)